# Île Feydeau
Pour les articles homonymes, voir Paul Esprit Feydeau de Brou, Rue Feydeau et Famille Feydeau.
L’île Feydeau est une ancienne île fluviale de la Loire, située dans le centre de Nantes, qui fut aménagée à partir des années 1720 dans le cadre d'une opération de lotissement menée sous le patronage de Paul Esprit Feydeau de Brou, conseiller d'État qui fut intendant de Bretagne de 1716 à 1728, à qui elle doit donc son nom actuel.
Elle a cessé d'être une île après les comblements du fleuve dans les années 1930, mais son ancien état apparaît encore clairement sur les plans de Nantes et le nom d'« île » lui a été conservé dans l'usage courant.

## Localisation
L'île Feydeau se trouvait entre la ville de Nantes, au Nord, dont elle était séparée par le « bras de la Bourse » (actuel cours Franklin-Roosevelt), et l'île Gloriette, dont elle était séparée par le bras de l'Hôpital (actuels rue Félix-Éboué, boulevard Jean-Philippot et cours Commandant-d'Estienne-d'Orves). Les anciens quais : Turenne au Sud, et Duguay-Trouin au Nord, sont devenus des allées de circulation automobile, puis des espaces piétonniers.
Elle se trouvait face à la place du Bouffay, du bas cours de l'Erdre (actuel cours des 50-Otages), de la Place du Port-au-Vin (actuelle place du Commerce) côté ville, à l'Hôtel-Dieu (toujours présent, mais modernisé) sur l'île Gloriette.
Jusque dans les années 1730, elle était reliée à la ville par le « pont de la Poissonnerie » et à l'île Gloriette par le « pont de Belle Croix », premiers éléments de la ligne de ponts qui reliait Nantes au bastion de Pirmil sur la rive Sud de la Loire, et au-delà, à La Rochelle ou à Poitiers. C'était donc une voie essentielle de circulation, appelée chaussée de la Madeleine, qui les jours de marché était encore plus encombrée que les jours ordinaires. En 1737, en aval, est mis en service le « pont Feydeau » devenu par la suite le « pont de la Bourse », au niveau de la place du Port au Vin, suivit en 1779 par le « pont Maudit ».
Les différentes parties de l'île
D'amont en aval, on trouvait vers 1750 : le faubourg de la Saulzaie le long de la chaussée vers Pirmil (actuelle rue Bon-Secours), le lotissement Feydeau (terminée par la place de la Petite-Hollande).
Une longue rue centrale traversait les parties habitées dans le sens longitudinal, l'actuelle rue Kervégan.

## Histoire

### L'île de la Saulzaie jusqu'en 1721
Avant les années 1720, l'île était en fait constituée d'un îlot rocheux, l'« île de la Saulzaie », sur laquelle fut aménagé un faubourg, assez pauvre, traversé par la chaussée (actuelle « rue Bon-Secours ») qui mène du Bouffay à Pirmil (actuel quartier Saint-Jacques) sur la rive gauche du fleuve. L'îlot était prolongé en aval par un gros banc de sable, pas très stable, appelé « grève de la Saulzaie ». La chapelle Notre-Dame-de-Bon-Secours y est édifiée dans un premier temps, en 1443, entre les actuelles rue Haute-Saulzaie, rue Bon-Secours et allée Duguay-Trouin (47° 12′ 50″ N, 1° 33′ 14″ O). Quelques années plus tard, y est installée une nouvelle halle aux poissons. L'île est l'objet de travaux de fortification en 1464 et en 1477, sous le règne du duc François II de Bretagne.

### Le lotissement Feydeau et l'aménagement de l'île (1721-1789)
Les premiers projets d'urbanisation datent de 1721, mais le terrain ne sera acquis par la ville de Nantes qu'un an plus tard. Les chantiers, qui furent longtemps retardés par la présence de terrains instables et inondables, se prolongèrent jusqu’à la veille de la Révolution française.
Les immeubles ont commencé à s'affaisser dès leur édification, la présence de pilotis ne suffisant pas à stabiliser les fondations. Vers 1750, seuls quatre immeubles ėtaient sortis de terre. Les chantiers s’accélèrent après 1755, lorsque l’architecte Pierre Rousseau (dont le fils, également prénommé Pierre, sera l'architecte de l'hôtel de Salm à Paris) imagine d’asseoir les fondations sur un radeau de bois, à la manière hollandaise. Les habitations prestigieuses, réalisées en tuffeau, marquent l'apogée des négociants et armateurs nantais, dont Grou, La Villestreux ou Charon. C'est dans l'immeuble du 1 place de la Petite-Hollande, racheté par Mathurin Trottier, que décédera l'armateur Jean Peltier Dudoyer. De nombreux mascarons témoignent du passé nantais.

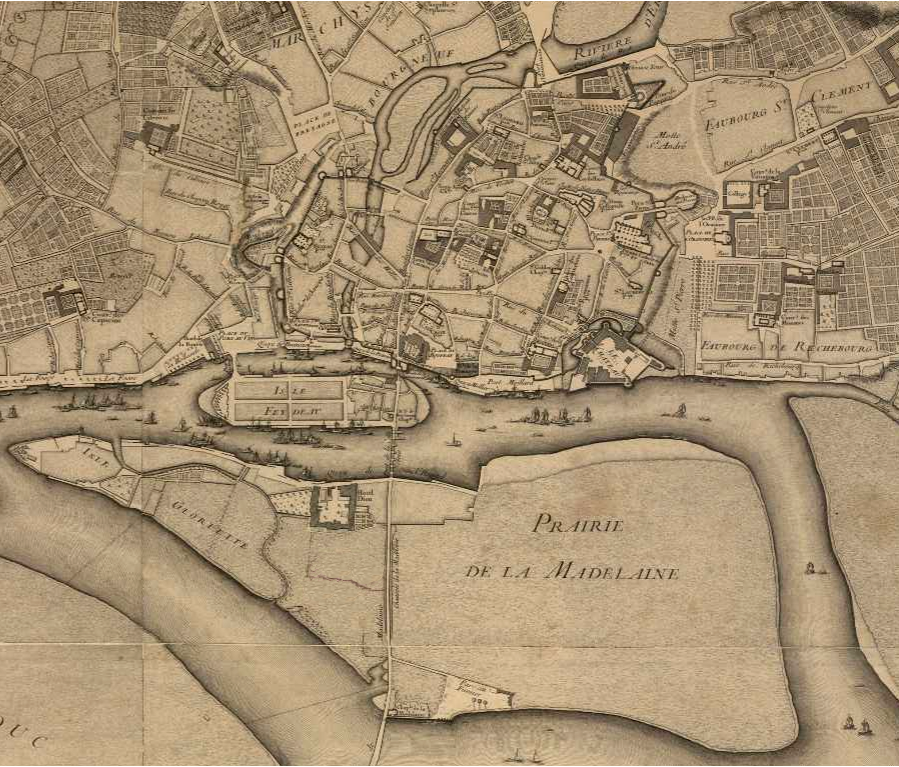
Plan du centre-ville de Nantes détail plan Cacault, 1756-1757.
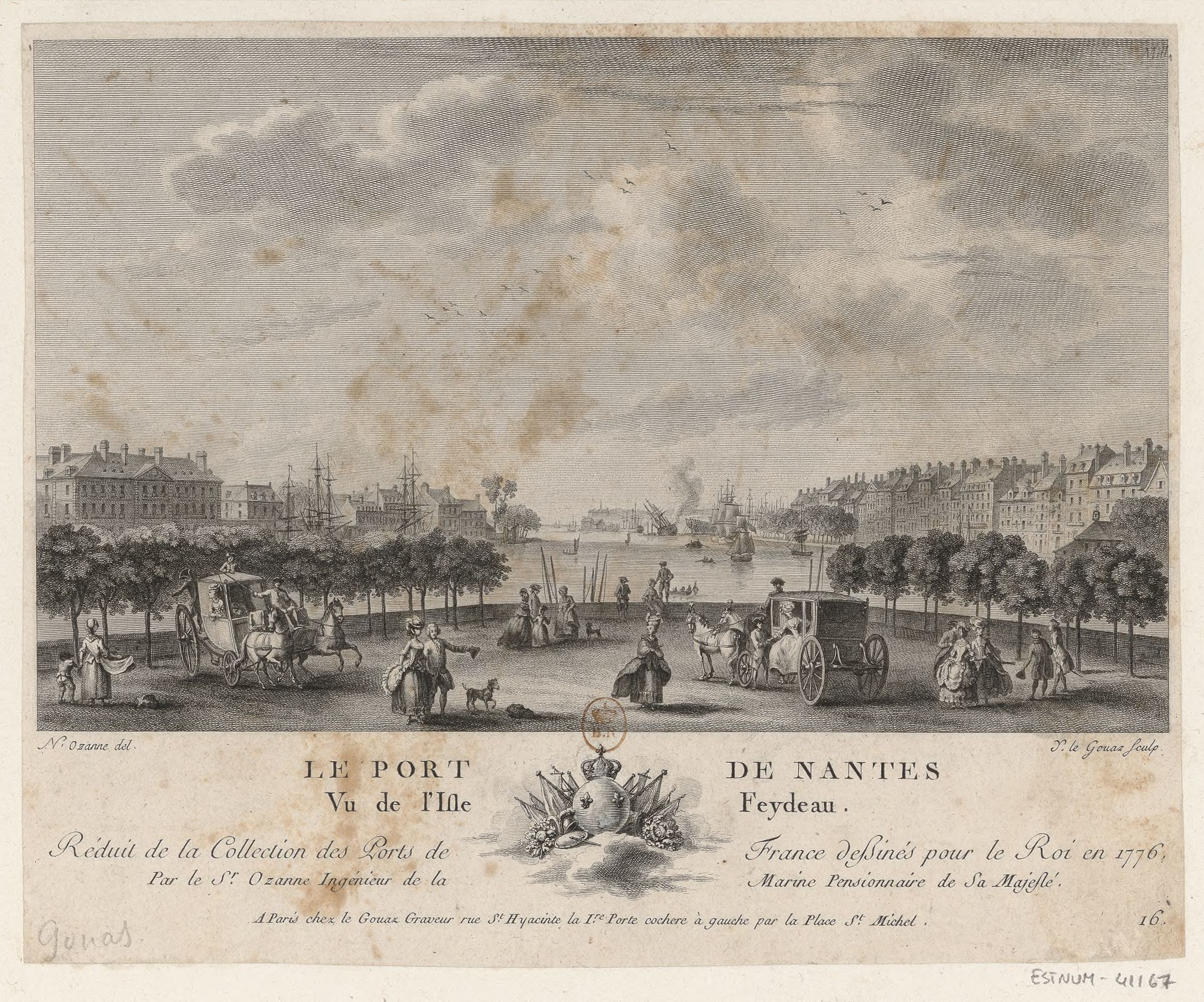
Le port de Nantes vu de l'île Feydeau, 1776.

### L'île Feydeau après l'aménagement
Durant la Révolution, sous la Terreur, Jean-Baptiste Carrier occupait un bureau situé dans l'hôtel de La Villestreux au Sud-Ouest de l'île.
Dans la seconde moitié du XIXe siècle, elle accueillit également deux équipements publics d'importance : le marché couvert de la Petite-Hollande, sur sa pointe Ouest (en lieu et place du square Jean-Baptiste-Daviais) et la poissonnerie municipale, sur sa pointe Est (à l'emplacement du « Carré Feydeau »). Ces deux bâtiments furent respectivement démolis en 1932 et 1940.
Une plaque commémorative signale l'immeuble se trouvant à l'angle du cours Olivier-de-Clisson et de la rue Kervégan, dans lequel Jules Verne est né en 1828.

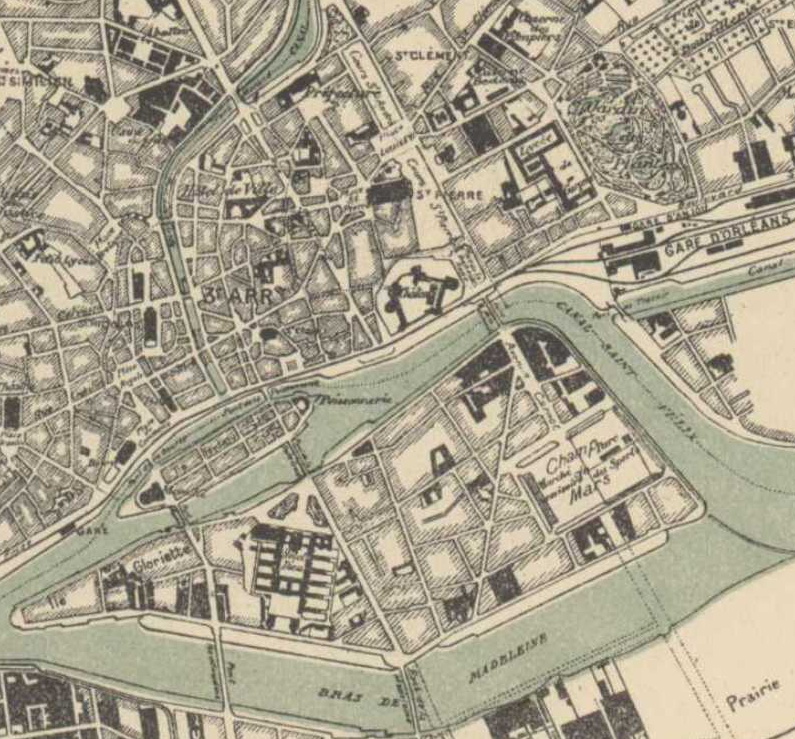
Plan du Centre-ville de Nantes 1909 révisé 1921, l'île de Feydeau est visible.
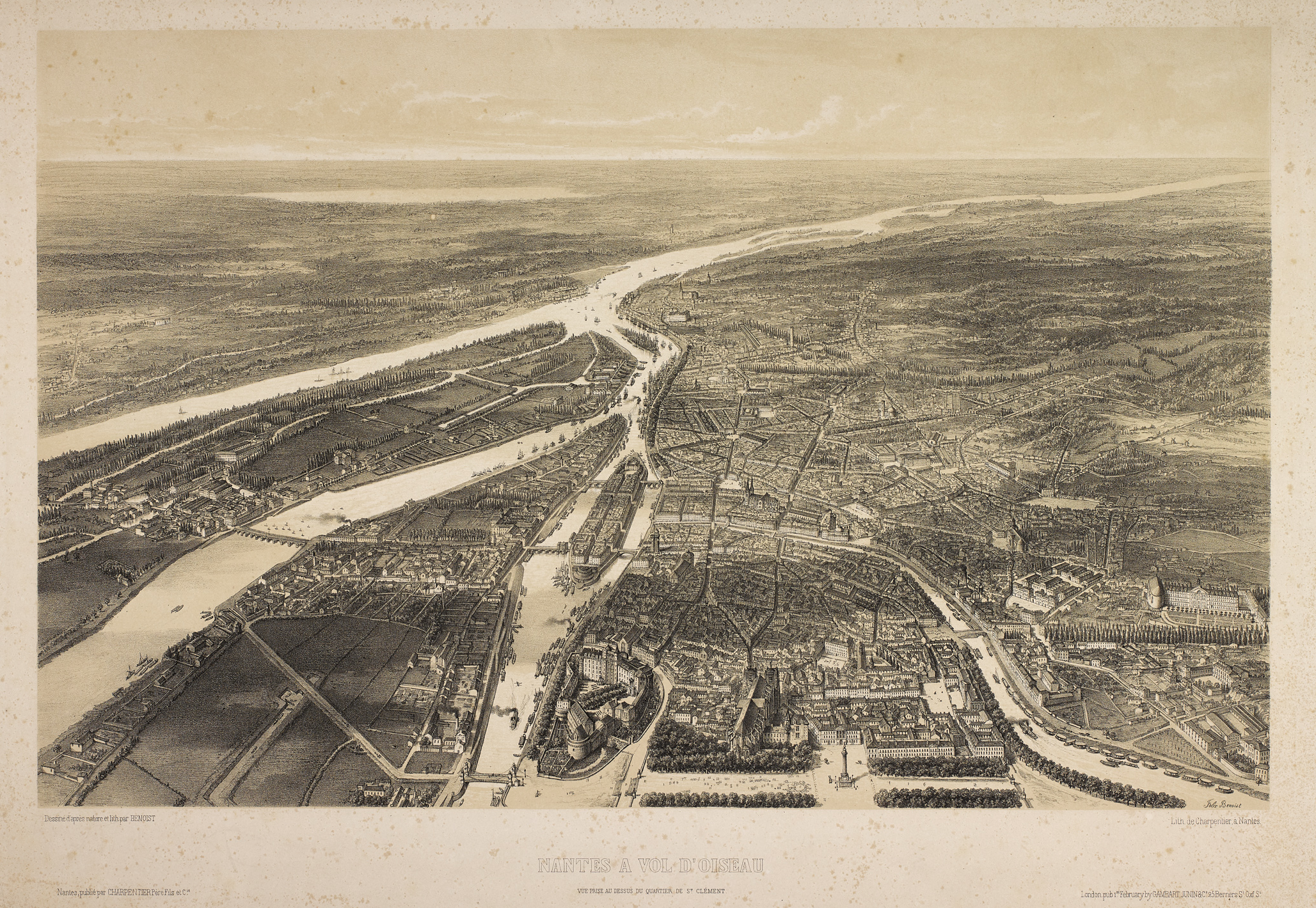
Vue aérienne des anciennes îles de Nantes, d'amont en aval.

Les travaux de comblement de la Loire (le « bras de la Bourse » de 1926 à 1938, puis le « bras de l'Hôpital » de 1929 à 1936), intègrent définitivement l'île à la rive droite du fleuve.
Après la Seconde Guerre mondiale, les immeubles bordant le côté Est de la « rue Olivier-de-Clisson » sont démolis afin d'élargir l'artère qui devient le cours actuel, prolongement « naturel » du cours des 50-Otages. Depuis cette opération, l'île apparaît comme scindée en deux îlots urbains distincts.
Vers la fin des années 1990, l'aménagement du quai Turenne et la suppression presque totale de la circulation automobile sur cette artère, a permis de mettre en valeur les façades de ces immeubles classés. Les quais pavés, essentiellement dédiés aux piétons et deux-roues, ont été reconstitués. Ils sont bordés de « douves vertes » de quelques dizaines de mètres de large, constituées d'une simple pelouse, plantées de quelques arbres et arbustes.
Une opération similaire a été réalisée en 2012, sur le côté Nord-Est de l'île, dans le cadre de l'aménagement d'une partie du cours Franklin-Roosevelt, entraînant également la piétonisation d'une section de l'allée Duguay-Trouin.

## Sites, bâtiments et monuments remarquables
- Temple du Goût
- Hôtel de La Villestreux
- Chapelle Notre-Dame-de-Bonsecours
- Immeuble au 8, quai Turenne de Nantes
- Immeuble au 9, quai Turenne de Nantes
- Immeuble au 10, quai Turenne de Nantes
- Immeuble au 12, quai Turenne de Nantes
- Immeuble Perraudeau
- Hôtel de Luynes
- Immeuble au 3, rue Du Guesclin de Nantes
- Hôtel Grou
- Immeuble au 9, rue Kervégan de Nantes
- Immeuble au 11, rue Kervégan de Nantes
- Immeuble au 13, rue Kervégan de Nantes
- Immeuble au 19, rue Kervégan de Nantes
- Immeuble au 21, rue Kervégan de Nantes
- Immeuble au 28, rue Kervégan de Nantes
- Maison Charron
- Cour ovale